# Charlie Shavers

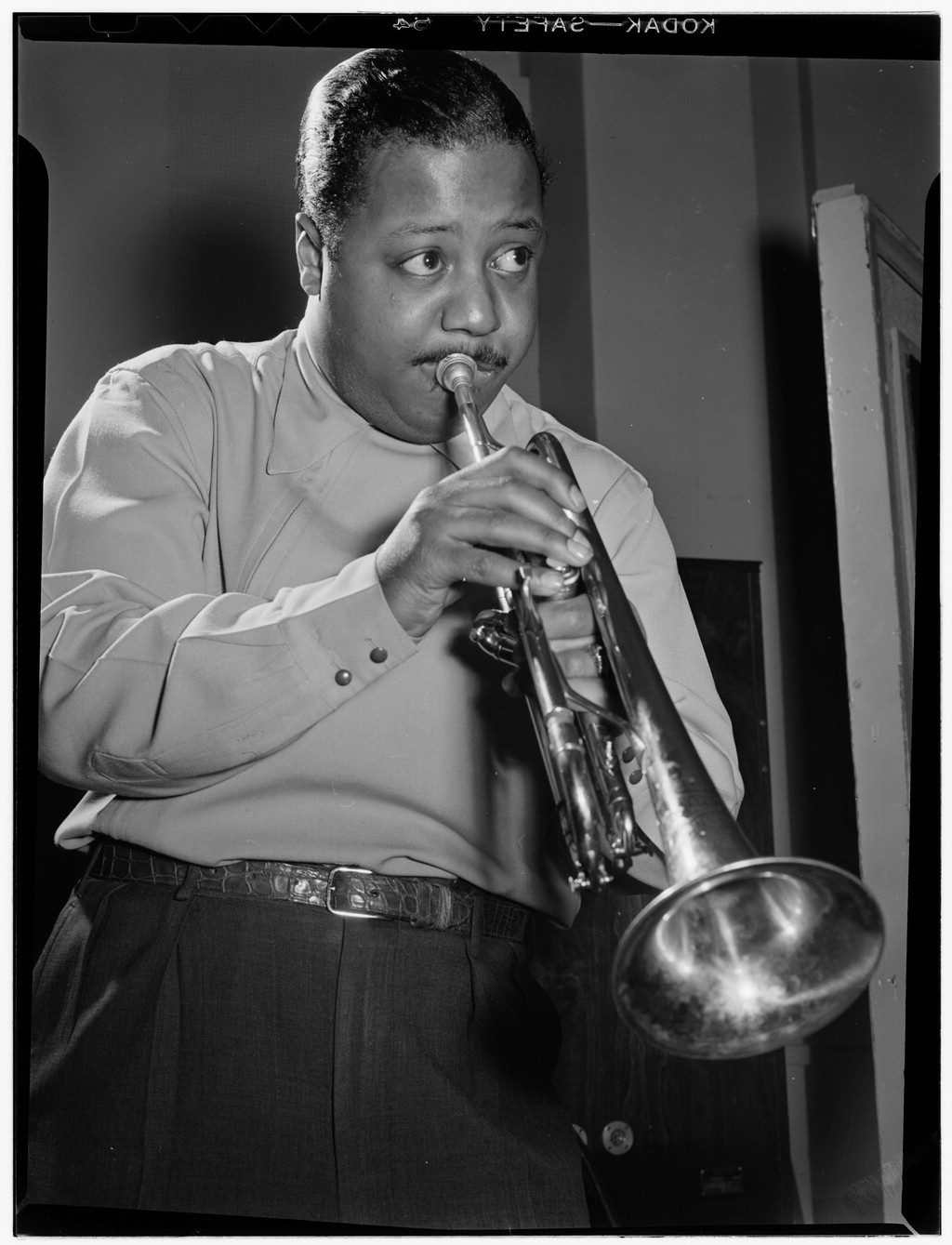
Charlie Shavers, National Studios, ca. Mai 1947. Fotografie von William P. Gottlieb.

Charlie James Shavers (* 3. August 1917 in New York City; † 8. Juli 1971 ebenda) war ein Jazz-Trompeter aus der Zeit des Swing.

## Biographie
Die ersten Instrumente, die Shavers spielte, waren Klavier und Banjo, erst später sattelte er auf Trompete um. Als Pianist trat er in Tilly’s Chicken Shack in Harlem auf, auf dem Banjo spielt er mit Bobby Hackett. Mit 18 Jahren schloss er sich 1935 der Band Tiny Bradshaws an, 1937 ging er zu Lucky Millinder und schließlich zu John Kirbys Band, wo er Frankie Newton ersetzte. Die Band, die im Onyx-Club auftrat und deshalb auch Onyx Club Boys genannt wurde, feierte große Erfolge als Swingband in kleinerer Besetzung.  Nebenbei absolvierte Shavers Auftritte mit Johnny Dodds, Jimmy Noone und Sidney Bechet. Shavers arrangierte nun auch Stücke für Kirby und machte seine eigene Komposition Undecided zu einem Hit.
1944 kehrte er Kirbys Band den Rücken, spielte ein Jahr lang bei Raymond Scott und schloss dann sich dem Orchester von Tommy Dorsey an. Nebenbei machte er Aufnahmen mit den Metronome All-Stars und tourte mit Jazz at the Philharmonic. Nachdem Dorsey 1956 gestorben war, widmete sich Shavers in erster Linie seiner eigenen Band; so entstand 1957 ein Album mit der Sängerin Maxine Sullivan. 1963 wirkt er an einer Neu-Formierung des Dorsey-Orchesters mit, die von Sam Donahue geleitet wurde. Ende der 1960er Jahre hatte er ein eigenes Quartett mit Budd Johnson.
Seine technische Brillanz, Meisterschaft bei schnellen Tempi, lineare Melodik und eine oft witzig wirkende Artikulation gaben seinem Stil eine persönliche Note. Richard Cook und Brian Morton betonen seinen Humor und „sein intensives Gefühl“  für die Geschichte des Jazz. 
Am 8. Juli 1971 erlag Charlie Shavers in New York im Alter von 53 Jahren einem Krebsleiden. Er starb zwei Tage nach Louis Armstrong; Shavers’ Mundstück wurde dessen Sarg beigelegt.

## Diskographische Hinweise
- Horn O’Plenty (Lonehill Jazz, 1954–58) mit Buster Bailey, Urbie Green, Russell Procope, Billy Kyle, Barry Galbraith, Bob Haggart, Specs Powell, Cozy Cole
- The Complete Charlie Shavers with Maxine Sullivan (Avenue Jazz, 1957) mit Bennie Moten, Buster Bailey, Russell Procope, Billy Kyle, Aaron Bell
- Charlie Shavers & Ray Bryant Quartet Recordings, Vols. 1–3 (Lonehill Jazz, 1958–1964)mit Aaron Bell, Tommy Bryant, Oliver Jackson, Jerome Richardson, Budd Johnson
- Here Comes Charlie (WRC, 1960) mit Ray Bryant, Tom Bryant
- Live (Black and Blue, 1970) mit Budd Johnson